# Гласија
Гласија (енгл. glacis) је благ земљани насип испред спољног рова утврђења. Исти назив користи се у енглеској литератури за чеону (предњу), косу оклопну плочу код оклопног возила.

## У тврђави
Гласија као фортификацијски објекат настала је од средњевековног спољашњег утврђења (енгл. bailey), које је лежало испред утврђеног замка и било обично заштићено палисадом.
У епохи глатке артиљерије (до средине 19. века) гласија је имала углавном одбрамбени значај, служећи за заштиту скривеног пута, ескарпе и објеката у рову. Обрнуту гласију предложио је крајем 18. века француски инжињер Лазар Карно за олакшавање јуриша из тврђаве. Унутрашњу гласију је предложио француски инжињер Ф. Шумара за спречавање стварања бреша у ескарпи.
У периоду олучне спорометне артиљерије (друга половина 19. века) гласија је најпре служила за заштиту ескарпног зида и постројења у рову од директних погодака оруђа са положеним путањама, а после појаве бризантне гранате (крајем 19. века) - и као пешадијски бедем. У савременим утврђењима се више не примењује.